# 카운터-스트라이크: 소스
《카운터-스트라이크: 소스》(영어: Counter-Strike: Source)는 밸브 코퍼레이션에서 개발한 1인칭 슈팅 비디오 게임이다. 전작과 같이, 《카운터-스트라이크: 소스》는 대테러리스트와 테러리스트로 나뉘어 진행하며, 기본적으로 각각의 라운드는 목표를 완수하거나 적을 모두 사살하면 승리한다.

## 역사
카운터-스트라이크: 소스는 처음에 사이버 카페 프로그램의 회원들에게 베타테스트의 형식으로 2004년 8월 11일에 배포되었다. 2004년 8월 18일, 《카운터-스트라이크: 소스》의 베타 버전은 카운터-스트라이크: 컨디션 제로를 소유하였고 ATI 라데온 그래픽카드의 번들로 하프라이프2를 받은 사람들에게 2004년 9월 18일에 배포되었다.

## 게임 플레이
《카운터-스트라이크: 소스》는 《카운터-스트라이크》의 리메이크 작이다. 팀 기반의 1인칭 슈팅 게임 스타일의 게임플레이를 지향한다. 각 맵의 목적은 폭탄 폭파/해체, 인질 구출/저지, 적군 섬멸 등으로 나뉜다. 게임의 궁극적인 목표는 한 라운드라도 상대팀보다 많이 가져가는 것이다. 일단 유저가 사망하게 되면 한 라운드가 끝날때까지 리스폰은 불가능하다.
또한 카운터 스트라이크 시리즈에는 달러 시스템이 존재한다. 각 라운드 마다 얻은 달러로 무기나 장비를 구매할 수 있다.
기본적인 달러 시스템은 다음과 같다.
각 상대방을 사살 하였을 시 ($300)
대테러리스트가 C4해체, 제한시간 초과, 적군섬멸으로 승리하였을 경우 ($3,250)
테러리스트가 적군을 섬멸해서 승리하였을 경우 ($3,250)
테러리스트가 C4를 성공적으로 터뜨려서 승리하였을 경우 ($3,500) - 터뜨릴때, 적군이 한명이상 남아있으면 추가적으로 $250를 받을 수 있다.
라운드에서 질 경우 $1,400 을 받는다. 라운드에서 연패할 경우 $500씩 늘어나며, 4라운드 이상 늘어나지 않는다. (최대 $3,400까지 늘어난다.)
만약, 라운드에서 한번이라도 이길경우, 이 수치는 초기화 된다. 즉, $3,400씩 받고 있었더라도 1라운드라도 이길경우 이 수치는 초기화되어서 다시 패배할 경우 $1,400으로 되돌아간다.
만약 폭탄을 설치해서 패배 할 경우 $800을 추가로 받을 수 있다. 즉, 라운드에서 패배할 경우 테러리스트가 얻을 수 있는 최대 달러 수치는 $3,400 + $800인 $4,200이다.

### 게임 방식

#### 일반모드
- 오리지널

카운터 스트라이크의 대표적 모드이며, 테러리스트와 대 테러리스트가 서로 다른 주어진 미션을 먼저 성공하면 승리한다. 폭탄설치, 인질구출 등이 있다.

## 평가
| 평가                                                                                |        |
| ----------------------------------------------------------------------------------- | ------ |
| 통합 점수 통합사 점수 메타크리틱 88/100 [ 4 ] 평론 점수 평론사 점수 1UP.com A [ 5 ] |        |
| 통합 점수                                                                           |        |
| 통합사                                                                              | 점수   |
| 메타크리틱                                                                          | 88/100 |
| 평론 점수                                                                           |        |
| 평론사                                                                              | 점수   |
| 1UP.com                                                                             | A      |

## 같이 보기
- 카운터-스트라이크 온라인
- 카운터-스트라이크: 컨디션 제로
- 카운터-스트라이크
- 카운터-스트라이크: 글로벌 오펜시브